# 윌리엄 리스 브레브너 로버트슨
윌리엄 리스 브레브너 로버트슨(William Rees Brebner Robertson, 1881년 5월 31일 - 1941년 3월 15일)은 미국의 동물학자이자 초기 세포 유전학자이다. 그는 자신의 이름을 딴 염색체 재배열인 로버트슨 전위( Robertsonian translocation )를 발견했는데 여기에는 삼염색체성 13 파타우 증후군 및 삼염색체성 21 다운 증후군 등이 있다.
캔자스 주 맨체스터 에서 태어난 그는 디킨슨 카운티의 한 농장에서 스코틀랜드 혈통의 작은 가정에서 자랐다. 스코틀랜드 게일어, 프랑스어, 독일어에 능통한 그는 어렸을 때 아버지의 밭에서 번성한 메뚜기에 대한 예리하고 지속적인 관심을 키웠고, 이중에서 7종은 ROB( 로버트슨 전위 )로 알려진 것을 기술한 1916년 논문의 기초를 이루었다.
애빌린 고등학교를 졸업한 그는 캔자스 대학교(AB, 1906; AM, 1907)를 다녔으며, 클레런스 어윈 맥클렁(Clarence Erwin McClung) 교수의 열렬한 세포학 학생 중 한 명이었다. 하버드 대학 동물학의 오스틴 티칭 펠로우(1915년 박사)가 된 그는 에드워드 로렌스 마크(Edward Laurens Mark)의 연구실에서 박사 학위를 취득했다.
로버트슨 박사는 고전 유전학의 황금기, 즉 육종 실험과 현미경이 도구였던 시기의 연구 과학자였다. 캔자스 대학교 동물학과 교수로 복귀한 후 미주리 대학교로 이동하면서, 1917-27년 동안 로버트슨 박사는 4,800마리의 칠면조를 광범위하게 사육하는 데 전념했는데, 다수의 피부와 깃털 샘플을 포함하여 귀중한 정교한 데이터 세트를 도출했다.
1930년에 아이오와로 이사하면서 로버트슨 박사는 칠면조 자료와 데이터에 대해 전혀 출판하지 않았는데, 이들을 정리된 상태로 남겨 두어서 박사 과정 학생들이 차례대로 1943년에 출판했다. 신중하고 근면한 연구 자세로부터 영감을 얻은 학생들로부터 큰 존경을 받았던 그는 아이오와 대학교 의과대학 해부학과 교수로 있을 때 원고를 준비하기 전에 사망했다. 칠면조 유전의 이해에 대한 그의 귀중한 기여가 자신의 데이터에서 입증되었다.
아이오와에서의 그의 생애 말년은, 교육, 대학원생 및 돼지 메뚜기 및 일부 더 큰 메뚜기의 염색체 관계를 다루는 추가적인 세포 유전학 연구에 바쳐졌다. 그는 또한 융(Jung)의 "Modern Marriage"에 "가족의 생물학적 및 우생학적 배경"이라는 인간 유전에 관한 장을 기고했다.
로버트슨 박사는 자신의 과학적 유산이 태어나게 하는 어린 시절 호기심의 대상이 된 평원이 있는 곳인 캔자스 주 디킨슨 카운티의 키스톤 묘지(Keystone Cemetery)에 부모님 옆에 묻혔다.